# Meinarti
Meinarti és una antiga illa del riu Nil a la segona cascada, avui en territori del Sudan, en la qual es van fer excavacions els anys seixanta abans que fos coberta per les aigües del llac Nasser el 1967, i es van descobrir establiment meroítics del segle iii i iv, esglésies del període cristià i restes musulmanes, havent estat habitada fins al segle xix. És l'establiment meroític medieval més ben estudiat